# Uxelloduno
Uxelloduno era un oppidum gallico ubicato nei pressi dell'odierna collina di Puy D'Issolu, Vayrac, in Francia, nell'antico territorio della tribù dei Cadurci. Secondo quanto scritto da Aulo Irzio nell'VIII libro del De bello Gallico fu il luogo dove si verificò l'ultima rivolta contro la dominazione romana imposta in Gallia da Gaio Giulio Cesare e che fu stroncata brutalmente dal proconsole dopo un assedio: a tutti coloro che avevano impugnato un'arma furono mozzate le mani. In questo modo Cesare volle dare un esempio che scoraggiasse ulteriori velleità di ribellione.